# Coupe d'Afrique des nations féminine de futsal
Cet article traite de la compétition féminine. Pour la compétition masculine, voir CAN de futsal.
La Coupe d'Afrique des nations féminine de futsal est une compétition féminine de futsal organisée par la Confédération africaine de football (CAF) qui regroupe les meilleures équipes africaines féminines de futsal.

## Histoire
Le 27 janvier 2025, le comité exécutif de la Confédération africaine de football officialise la lancement d'une Coupe d'Afrique des nations féminine de futsal, dont la première édition se déroule du 22 au 30 avril 2025 au Maroc. Elle est qualificative pour la Coupe du monde féminine.

## Palmarès
| Année | Organisateur | Champion | Finaliste | Troisième place |
| ----- | ------------ | -------- | --------- | --------------- |
| 2025  | Maroc        | Maroc    | Tanzanie  | Cameroun        |